# Restio sejunctus
Restio sejunctus är en gräsväxtart som beskrevs av Maxwell Tylden Masters. Restio sejunctus ingår i släktet Restio och familjen Restionaceae. Inga underarter finns listade i Catalogue of Life.